# Charles Alfred Stothard
Charles Alfred Stothard (Londres, 5 de julio de 1786-Bere Ferrers, Devon, 28 de mayo de 1821) fue un pintor y anticuario inglés
Era hijo de Thomas Stothard. Fue un estudiante de la Real Academia de Arte y en 1811 expuso un cuadro de “la muerte de Ricardo II en el castillo de Pontefract”. En 1810 Stothard comenzó a enfocarse en obras con grabados en cobre. En 1816 la Sociedad de Anticuarios de Londres le encomendó documentar el Tapiz de Bayeux. En 1819 se convirtió en miembro de dicha sociedad. Hizo copias de las pinturas medievales descubiertas en la Cámara de los Lores y preparó un documento en el que comentaba su fecha. Visitó Países Bajos en septiembre de 1820 y, a principios del año siguiente, preparó la undécima parte de su obra “Efigies Monumentales”, además de que terminó una gran placa de las efigies de Fontevraud y comenzó un trabajo sobre sellos.
En febrero de 1818 se casó con Anna Eliza Kempe. Más tarde, ese mismo año, ambos viajaron a Normandía, en Francia. Stothard creó ilustraciones de dicho viaje para su libro de recuerdos. El 28 de mayo de 1821, Stothard falleció después de caer de una escalera mientras trazaba un retrato en una de las ventanas de la iglesia de San Andrés en Bere Ferrers.